# محمية الحولة

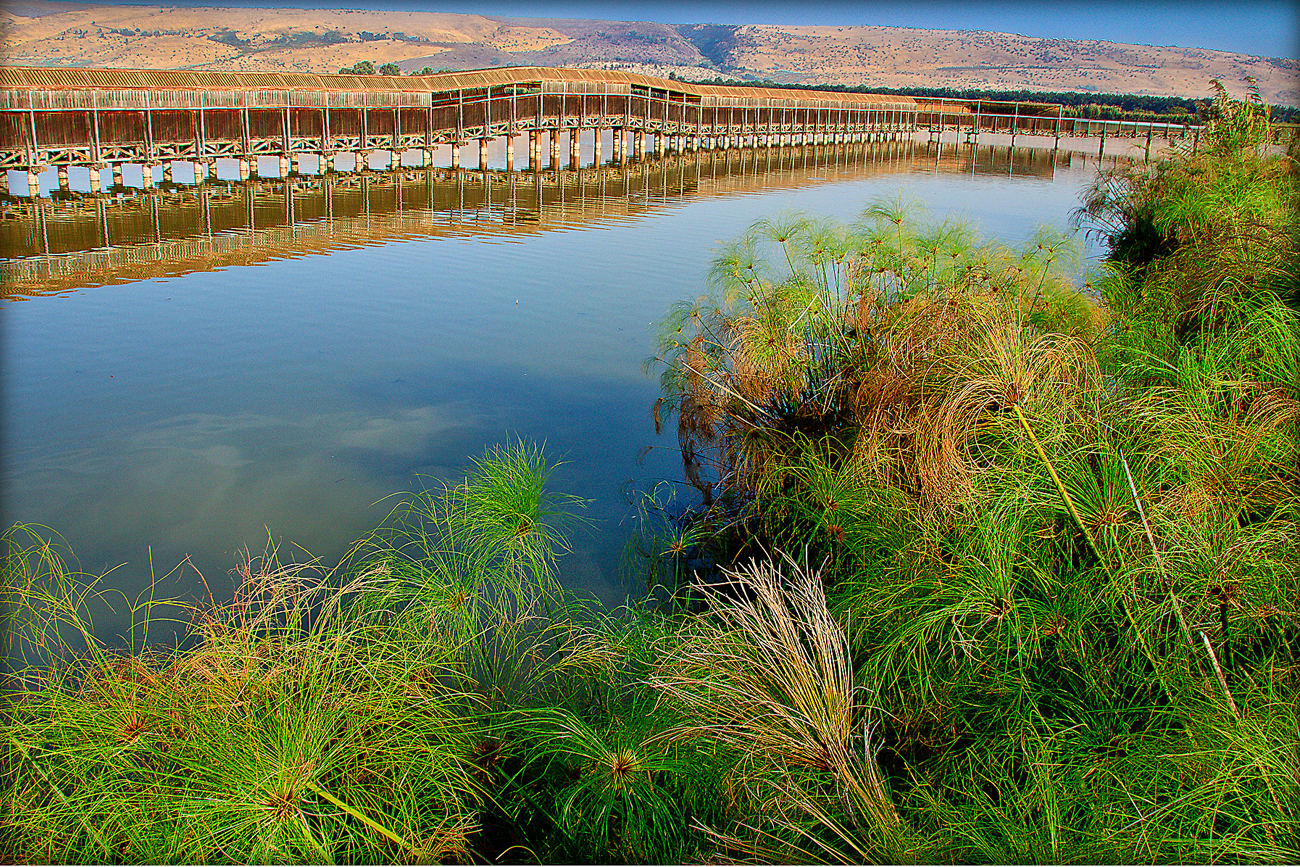
المحمية الطبيعية في منطقة الحولة

محمية الحولة (بالعبرية: שְׁמוּרַת חוּלָה) أُعلنت منطقة الحولة محميّة طبيعية بعد تجفيف 70 ألف دونم من المستنقعات منها وتحولت إلى أولى المحميّات الطبيعية في دولة إسرائيل في العام 1964. استغرقت عملية تجفيفها عدة سنوات من العام 1951 وحتى 1958. كان الدافع لاتخاذ قرار تجفيف هذه المساحات هو انتشار مرض الملاريا خصوصًا في المستنقعات وكذلك من أجل الاستفادة من الأراضي الزراعية.

## الطيور في محمية الحولة
محمية الحولة هي إحدى أكثر المناطق المستهدفة للطيور حيث يمر من فوق أراضي محمية الحولة في الخريف حوالي نصف مليارد طائر، وأيضًا في فصل الربيع.
يصل معدل أنواع الطيور التي تزور محمية الحولة سنويا 390 نوعًا من الطيور.

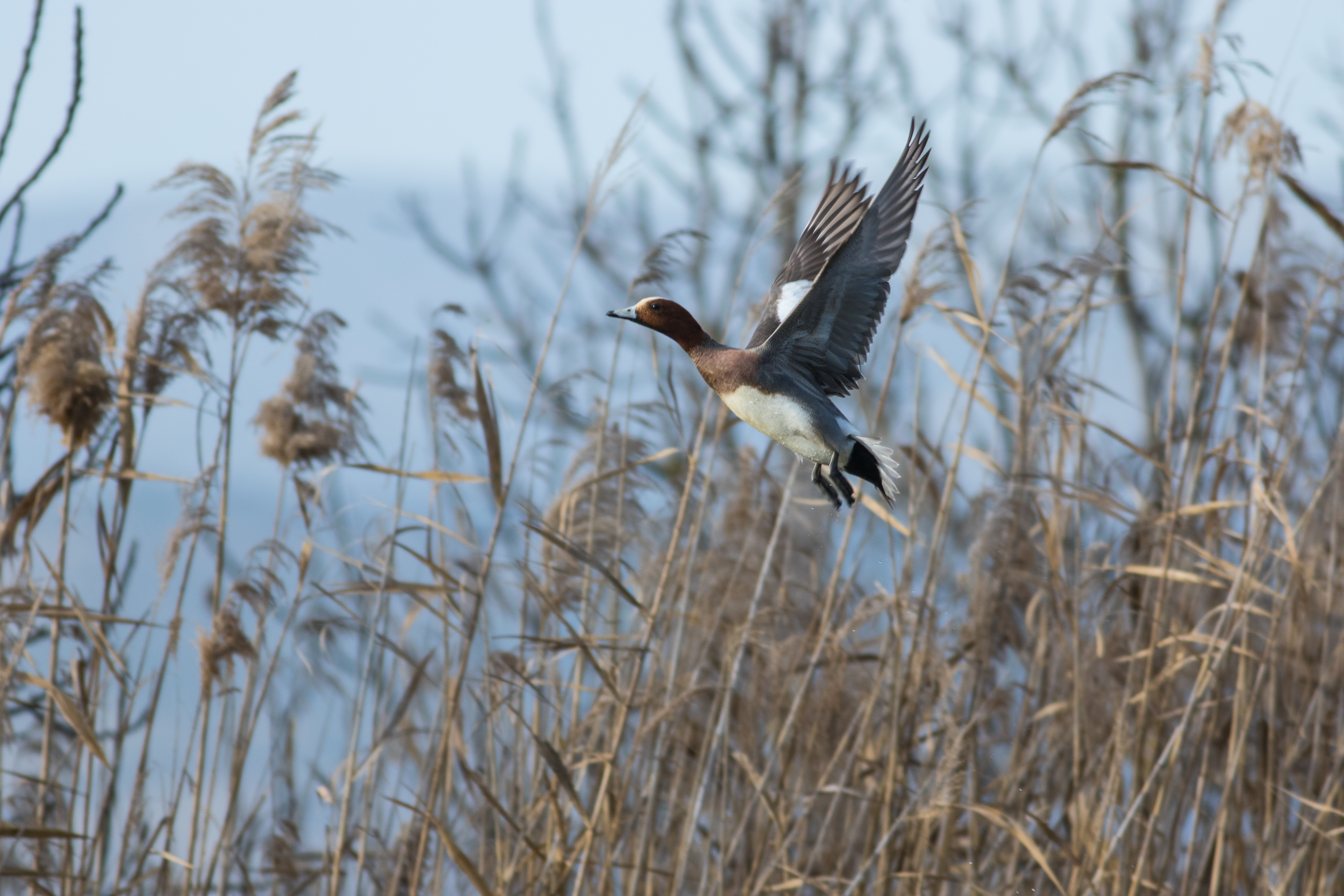
طائر الصواي في محمية الحولة

إن ترميم بحيرة الحولة يتيح لعشرات الآلاف من الطيور البقاء فيها، ومنها الكركي واللقلاق والبجع والغاق وأنواع من البلشون. وهذه الطيور تهاجر في الخريف إلى افريقيا وتعود إلى موطنها الاصلي في فصل الربيع.
كما ويتم العمل في المحمية على استرداد أنواع الطيور المنقرضة من المنظر الطبيعي في إسرائيل، ومثالًا على ذلك حملة استرداد طائر العقاب أبيض الذنب إلى الطبيعة.
هنالك أيضا مسارات منظمة وآمنة للسياح القادمين إلى محمية الحولة إذ يمكنهم مشاهدة الطيور المهاجرة في فصول الربيع والخريف ومشاهدة قطيع الجواميس المحلي المتواجد في المحمية وهو أكبر قطعان الجواميس المتواجدة اليوم في إسرائيل. أنشأت سلطة الطبيعة والحدائق الإسرائيلية، والتي تتولى إدارة المكان، برج مراقبة مبني من 3 طوابق لمشاهدة الطيور المهاجرة من منطقة عالية كما وتم بناء «جسر عائم» الذي يبلغ طوله 600 متر فوق أحد المستنقعات.كما وتم تكييف المسار الرئيسي للاشخاص المقعدون الذين يستعملون كرسي العجلات.
لقد تم تخصيص منطقة للنباتات المائية النادرة في المحمية بهدف الحفاظ على النباتات التي ميزت منطقة الحولة خلال فترة التجفيف.

## موقع بحيرة الحولة
تقع بحيرة الحولة شمال بحيرة طبريا، إسرائيل اليوم، وهي بحيرة امتازت مياهها بعذوبتها كما كانت محاطة بـ 60 كم مربع من المستنقعات. أقرب المدن إليها مدينة صفد، ويقع مسارها على امتداد مسار نهر الأردن.